# Taixtan
Taixtan är ett samhälle i Mexiko.   Det ligger i kommunen Tepalcatepec och delstaten Michoacán de Ocampo, i den södra delen av landet, 400 km väster om huvudstaden Mexico City. Taixtan ligger 433 meter över havet och antalet invånare är 943.
Terrängen runt Taixtan är varierad. Runt Taixtan är det ganska glesbefolkat, med 29 invånare per kvadratkilometer. Närmaste större samhälle är Tepalcatepec, 17,3 km norr om Taixtan. I omgivningarna runt Taixtan växer huvudsakligen savannskog.